# 國家行為
國家是國際關係中最重要的行為者，其構成要素為人民、領土、主權、政府。人口是基本要件，但人口的多寡將影響到國家能力，而人民的品質也是影響國力之要素。領土是國家行使主權的範圍，在領土範圍內，國家制定並執行法律，並向人民徵稅。
國家之主權係需由其他國家承認，而國與國之往來靠的是外交。因此官僚組織（如外交部）也是國家行為構成的構成部分。政府領袖是國際關係的最重要的行為者，其主要目標是自身安全與存續。國家會不斷集結資源來追求自身安全，而國與國的關係將由彼此間力量的相對層級來決定。而力量是由國家的軍事與經濟能力決定。

## 另見
- 國家行為原則（英语：Act of state doctrine）